# Dunet
Dunet ist eine französische Gemeinde mit 103 Einwohnern (Stand: 1. Januar 2022) im Département Indre in der Region Centre-Val de Loire; sie gehört zum Arrondissement Le Blanc und zum Kanton Saint-Gaultier. Die Einwohner werden Dunetois genannt.

## Geographie
Dunet liegt etwa 37 Kilometer südsüdwestlich von Châteauroux am Anglin. Knapp an der Grenze zur Nachbargemeinde Chaillac mündet hier der Nebenfluss Portefeuille.
Nachbargemeinden von Dunet sind Prissac im Norden, Sacierges-Saint-Martin im Osten und Nordosten, Chaillac im Süden sowie Lignac im Westen.

## Bevölkerungsentwicklung
| Jahr                      | 1962 | 1968 | 1975 | 1982 | 1990 | 1999 | 2006 | 2013 |
| Einwohner                 | 210  | 147  | 148  | 136  | 112  | 106  | 111  | 104  |
| Quelle: Cassini und INSEE |      |      |      |      |      |      |      |      |

## Sehenswürdigkeiten

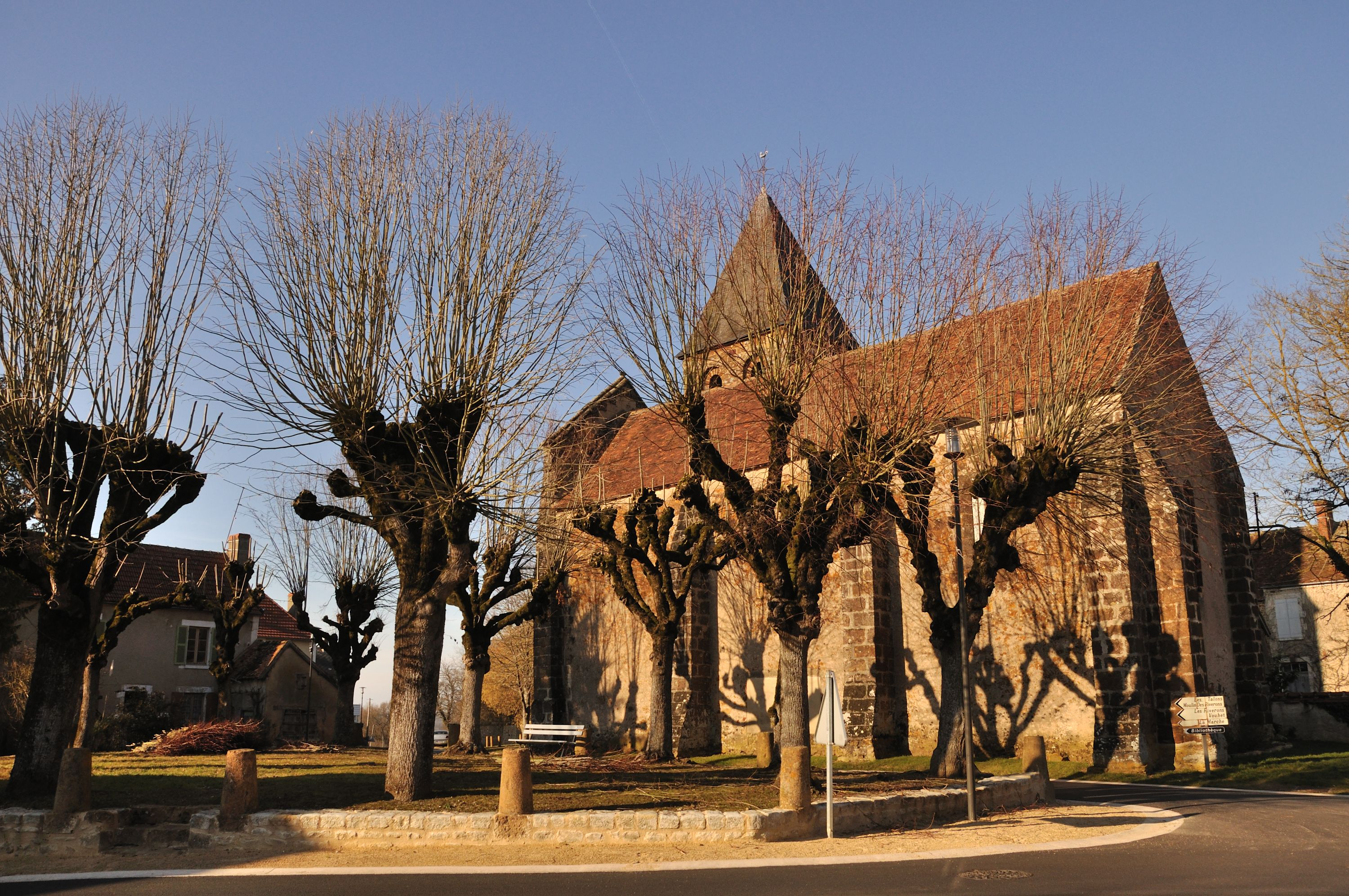
Kirche Saint-Martial
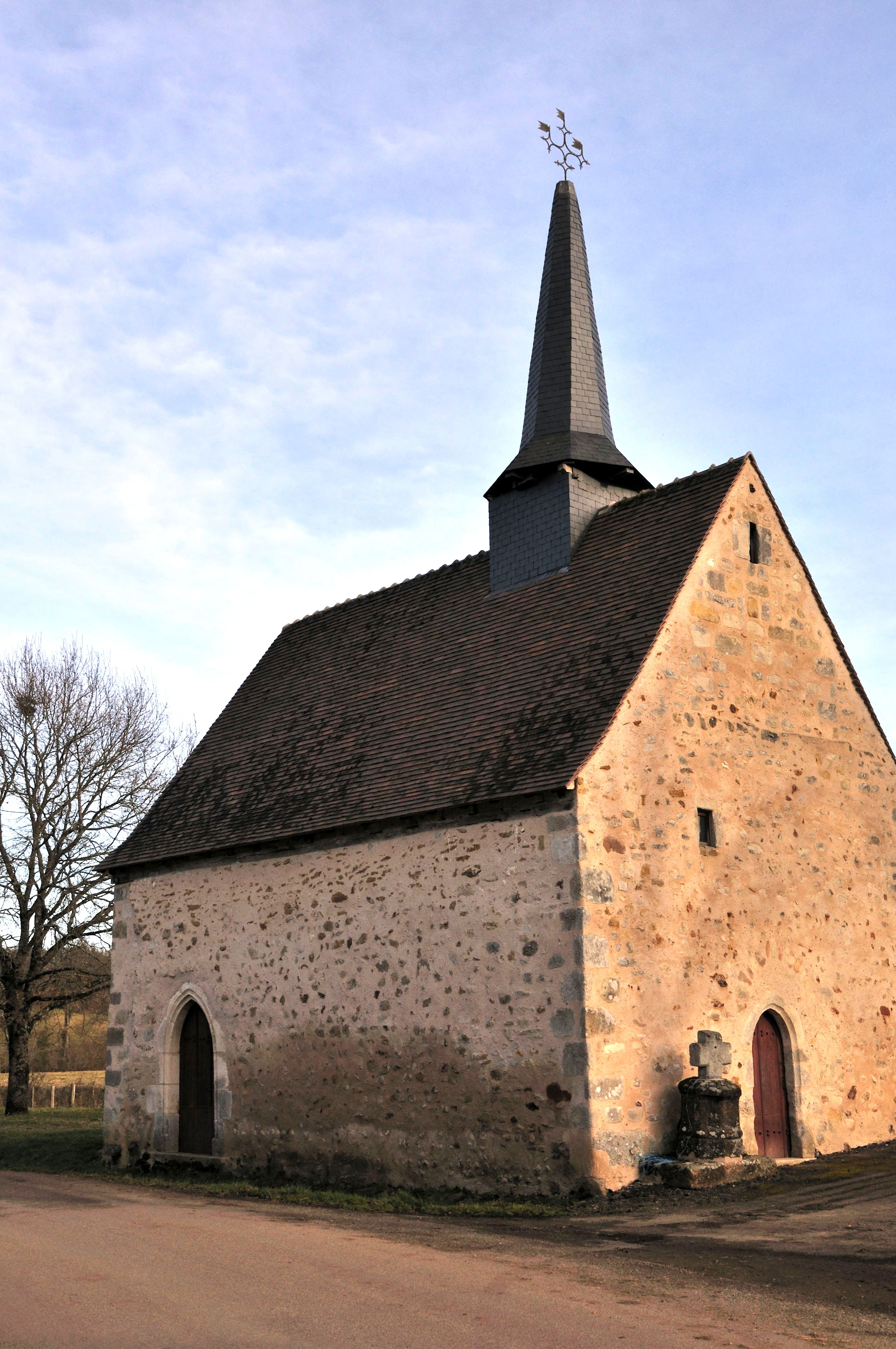
Kapelle von Vouhet

- Kirche Saint-Martial
- Kapelle von Vouhet